# Майк Штерн
Майк Штерн (англ. Mike Stern) — американський гітарист. Виконує музику у стилях джаз та ф'южн. Журнал Guitar Player визнав Майка Штерна найкращим джазовим гітаристом 1993 року, а у 2009 році журнал Down Beat вніс його до списку 75 найкращих джазових гітаристів усіх часів.

## Біографія
Майк Штерн (справжнє ім'я — Майкл Седжвік) народився 10 січня 1953 року у Бостоні, США. Навчався у Музичному коледжі у Берклі, де його вчителем був Пат Метіні.

## Кар'єра
Музична кар'єра гітариста почалася дворічною співпрацею з Blood, Sweat & Tears, після чого він грав у групах Біллі Кобема (1979–1981), Майлза Девіса (1981–1983 та 1985) та Джако Пасторіуса (1983–1984).
У 1983 році виходить дебютний сольний альбом Штерна, Neesh.
У 1986 він випускає Upside Downside, яким розпочинає співпрацю з лейблом Atlantic. На альбомі з'являються відомі музиканти — Девід Санборн, Джако Пасторіус, Дейв Векл. Взагалі, співпраця з зірками сучасного джазу стає характерною особливістю альбомів Штерна. На наступні два роки гітарист стає членом квінтету Майкла Брекера, з яким записується на Don't Try This At Home. У період кінця вісімдесятих — початку дев'яностих Штерн випускає ще три сольних альбоми, а також виступає та записується з Бобом Бергом.
У 1993 році виходить альбом Standards (And Other Songs), з якого починається підйом у кар'єрі Майка Штерна. Цей альбом здобув йому звання найкращого джазового гітариста року за версією журналу Guitar Player. Обидва наступні сольні альбоми Штерна, випущені у 1994 та 1996 роках, одержали премію Греммі.
У 1997 він записує Give And Take. Цього разу колектив включає Джона Патітуччі, Джека ДеДжонета, Майкла Брекера та Девіда Санборна. Окрім семи власних композицій Штерна, на альбомі також записані джазові стандарти Giant Steps Джона Колтрейна, Oleo Соні Ролінза, I Love You Кола Портера та композиція Who Knows Джимі Хендрікса. Після виходу альбому Штерн одержує нагороду імені Орвіла В. Джібсона як найкращий джазовий гітарист року.
Свій наступний альбом, Play (1999), він записав за участі відомих джазових гітаристів Біла Фрізела та Джона Скофілда.
На джазовому фестивалі у Монреалі у 2007 році Майк Штерн одержав нагороду імені Майлза Девіса, якою відзначають джазових музикантів, що суттєво вплинули на розвиток цього музичного стилю. На цьому ж фестивалі він приєднався до Yellowjackets, співпраця з якими завершилася виходом альбому Lifecycle.
У лютому 2009, Штерн потрапив до списку 75 найкращих джазових гітаристів усіх часів за версією журналу DownBeat. Цього ж року виходить його черговий альбом, Big Neighborhood. Серед списку талановитих музикантів, що допомагали йому в роботі над альбомом є імена Стіва Вея, Есперанци Спалдінг, Рішара Бона, Medeski Martin & Wood, Дейва Векла, Ренді Брекера. Альбом номінувався на Греммі як найкращий альбом сучасного джазу (Best Contemporary Jazz Album).
На сьогодні творчий доробок музиканта включає 15 сольних альбомів.

## Дискографія
| - Neesh (1985) - Upside Downside (1986) - Time in Place (1988) - Jigsaw (1989) - Odds or Evens (1991) - Standards and Other Songs (1992) - Is What It Is (1994) - Between the Lines (1996) - Give and Take (1997) - Play (1999) - Voices (2001) - These Times (2004) - Who Let the Cats Out? (2006) - Big Neighborhood (2009) - All Over the Place (2012) - In Concert (1976) - More Than Ever (1976) - Brand New Day (1977) - The Man With the Horn (1981) - We Want Miles (1981) - Star People (1983) | - Short Stories (1987) - Cycles (1989) - In The Shadows (1990) - Back Roads (1991) - Stratus (1981, з Біллі Кобемом) - Urban Earth (1985, з Харві Шварцом) - Smart Moves (1986, з Харві Шварцом) - Yesterdays (1986, з Лью Солофом) - Don't Try This at Home (1988, з Майклом Брекером) - Return of the Brecker Brothers (1992, з Brecker Brothers) - Dedication (1992, з Банні Брунелом) - This Is Michael Gerber (1993, з Майклом Гербером) - Vertical Reality (1997, з Джеррі Бергонці) - Fission (1998, з Єнсом Йонассоном та Шоном Лейном) - Isidor: Mats Rondin Plays the Music of Lars Danielsson and Cennet Jönsson (2000, з Матсом Рондіном) - Four Generations of Miles: A Live Tribute to Miles (2002, з Роном Картером, Джимі Коббом та Джорджем Колменом) - Lifecycle (2002, з Yellowjackets) - Back On The Corner (2007, з Дейвом Лібманом) - Chromazone (2010, з Бігбендом Данського Радіо) - Eclectic (2014, з Еріком Джонсоном) |

## Вибрана відеографія
- Bob Berg Mike Stern Group: Live  1990
- Mike Stern Live 2004 New Morning
- Billy Cobham's Glass Ménagerie live raziano 1981
- Mike Stern Live 2008 New Morning
- Steps Ahead Live at Mt Fuji 2004